# الکس هانولد
الکس هانولد (انگلیسی: Alex Honnold؛ زادهٔ ۱۷ اوت ۱۹۸۵) سنگ‌نورد اهل ایالات متحده آمریکا است که به دلیل صعود انفرادی آزاد دیواره‌های بزرگ مشهور است.
وی نخستین و تنها کسی است که توانسته  در تاریخ سوم ژوئن سال ۲۰۱۷ میلادی  مصادف با ۱۳ خرداد ماه ۱۳۹۶  به دیواره ال کاپیتان واقع در پارک ملی یوسیمیتی ایالت کالیفرنیا به روش انفرادی آزاد (بدون استفاده از هیچ ابزار ایمنی از جمله طناب و با دستهای خالی)  در مدت زمان سه ساعت 
پنجاه و هفت دقیقه و هفت ثانیه صعود کند. فیلم انفرادی آزاد که برنده جایزه بفتا و جایزه اسکار بهترین فیلم مستند شده‌است، تلاش وی در  مسیر فتح ال کاپیتان را به همراه لحظات سرشار از دلهره صعودش به تصویر می‌کشد.
الکس هانولد می‌گوید که از سنگ‌نوردانی مانند پیتر کرافت، جان باکر و تامی کالدول و بیشتر از آن از دیواره‌هایی مانند ال کاپیتان الهام گرفته ‌است.